# Wolfgang Iser
Wolfgang Iser (* 22. Juli 1926 in Marienberg; † 24. Januar 2007 in Konstanz) war ein deutscher Anglist und Literaturwissenschaftler.

## Leben
Iser trat zum 20. April 1944 der NSDAP bei (Mitgliedsnummer 9.742.398). Er studierte ab 1945 in Leipzig, Tübingen und Heidelberg Anglistik, Philosophie und Germanistik. 1950 wurde er in Heidelberg promoviert, im Anschluss war er als Lektor in England tätig. 1957 habilitierte er sich in Heidelberg. 
An der Universität Würzburg war er seit 1960 Ordinarius. Im Jahre 1963 ging er an die Universität Köln. Von 1967 bis 1991 lehrte Wolfgang Iser an der Universität Konstanz. Er gehörte mit Hans Robert Jauß und Hans Blumenberg zu den Begründern der Forschergruppe „Poetik und Hermeneutik“. Ab 1978 übernahm Iser an der University of California, Irvine eine ständige Gastdozentur. Zudem lehrte er an zahlreichen anderen Universitäten weltweit.

## Wirken
Iser erlangte internationale Anerkennung durch seine Theorie der Wirkungsästhetik, die er in dem kurzen Text Die Appellstruktur der Texte (1970) erstmals umriss, um sie zwei Jahre später in Der Implizite Leser an verschiedenen literarischen Beispielen durchzuspielen und schließlich 1976 in Der Akt des Lesens theoretisch auszuarbeiten. Später eröffnete er mit seiner Theorie der literarischen Anthropologie ein neues Forschungsfeld (Skizzen dieser literarischen Anthropologie finden sich allerdings bereits in den Werken der 70er Jahre, so z. B. in Der Akt des Lesens).

## Auslandsaufenthalte
- 1970–1971: Research Fellow am Center for the Humanities, Wesleyan University
- 1973–1974: Research Fellow am Netherland Institute for Advanced Study, Wassenaar, Niederlande
- 1978: Fellow an der Princeton University, USA
- 1985–1986: Fellow am Institute for Advanced Study, Hebräische Universität in Jerusalem
- 1991: Fellow an der Rockefeller Foundation
- Ständige Gastprofessur an der University of California, Irvine

## Wesentliche Theoriemodelle
- In seiner Wirkungsästhetik formulierte Iser die Theorie, dass ein literarischer Text seine Wirkung erst im Akt des Lesens entfaltet. Dadurch wertet Iser den Leser gegenüber den beiden Instanzen Autor und Text erheblich auf, da nun der vom Autor geschaffene Text seine Wirkung niemals ohne einen Leser entfalten kann. Bei der Untersuchung dieses Akt des Lesens gelangt Iser in Anschluss an Roman Ingarden zur Theorie der Leerstelle im Text, sowie des impliziten Lesers. Texte schaffen damit die Möglichkeit zum Dialog mit dem Leser. Literatur wird zur Kommunikation.

- Literarische Anthropologie: Da alle Kulturen seit jeher Literatur produzieren, stellt Iser sich die Frage nach der speziellen Leistung von Literatur. Er arbeitet in seinem Werk Das Fiktive und das Imaginäre (1991) Fiktionsbedürftigkeit als anthropologische Konstante heraus.

## Auszeichnungen und Mitgliedschaften
- Ehrendoktorwürde der Universitäten Sofia[3], Bukarest, Gießen und Siegen[4]
- Heidelberger Akademie der Wissenschaften
- Ehrenmitglied: British Comparative Literature Association
- Ehrenmitglied: Modern Language Association of America (MLA)
- Honorary Foreign Member of American Academy of Arts and Sciences
- Academia Europaea
- Korrespondierendes Mitglied der British Academy (2001)[5]

## Veröffentlichungen (Auswahl)
- Die Weltanschauung Henry Fieldings (1952)
- Walter Pater. Die Autonomie des Ästhetischen (1960)
- Spensers Arkadien-Fiktion und Geschichte in der englischen Renaissance (1970)
- Die Appellstruktur der Texte. Unbestimmtheit als Wirkungsbedingung literarischer Prosa. (1970)
- Der implizite Leser. Kommunikationsformen des Romans von Bunyan bis Beckett (1972)
- Der Akt des Lesens. Theorie ästhetischer Wirkung (1976)
- Die Artistik des Mißlingens (1979)
- als Hrsg. mit Dieter Henrich: Funktionen des Fiktiven. München 1983.
- Laurence Sternes „Tristram Shandy“. Inszenierte Subjektivität (1987)
- Shakespeares Historien. Genesis und Geltung (1988)
- Prospecting: From Reader Response to Literary Anthropology (1989)
- Das Fiktive und das Imaginäre – Perspektiven literarischer Anthropologie (1991)
- The Range of Interpretation (2000)
- How to do theory (2005)
- Emergenz : Nachgelassene und verstreut publizierte Essays (2013)